# The Cosmopolitan Chicken Project

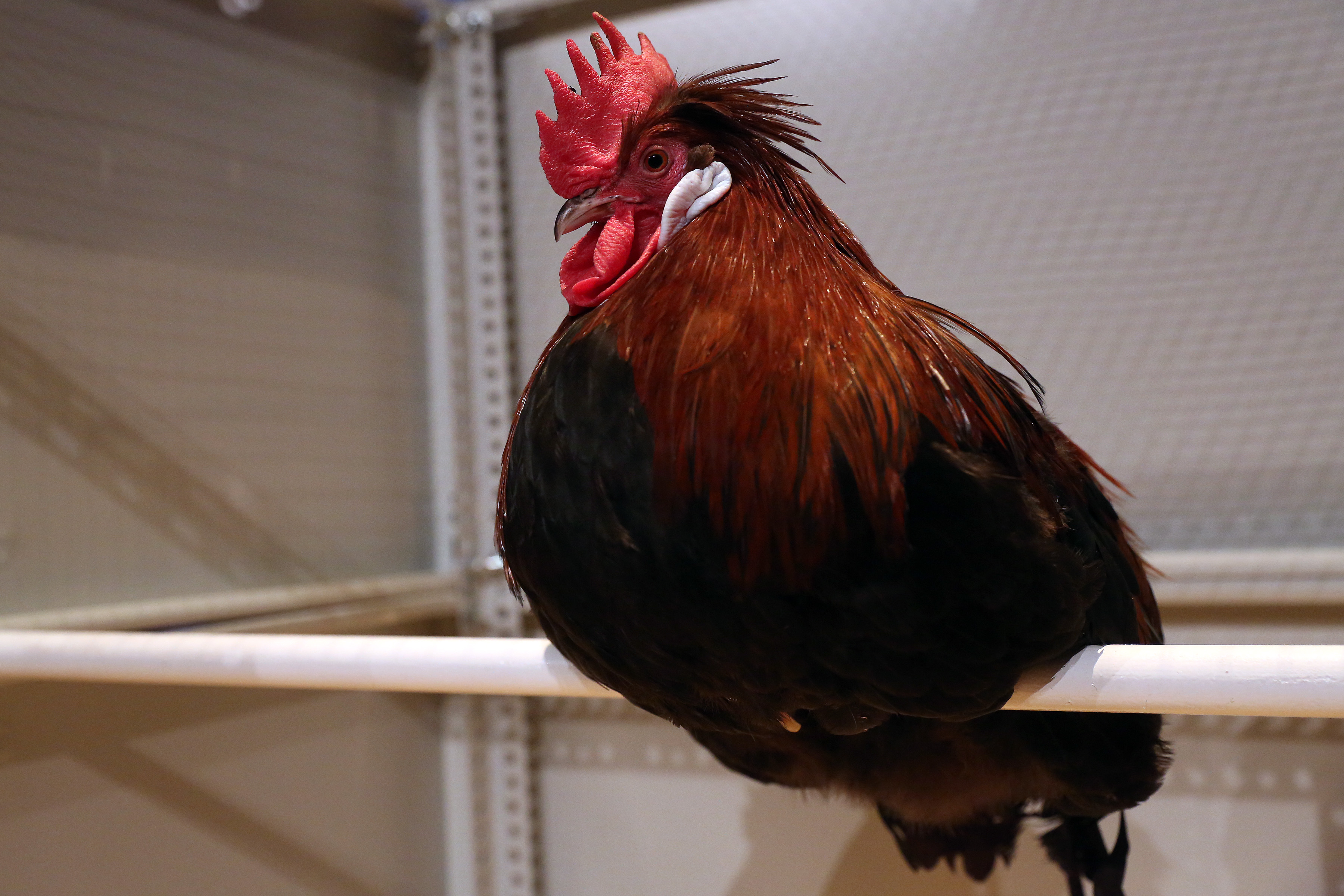
The Cosmopolitan Chicken Project

The Cosmopolitan Chicken Project is een internationaal project waarbij de Belgische kunstenaar Koen Vanmechelen via de kruising van nationale kippenrassen op zoek gaat naar een hybride of kosmopolitische kip. Deze kip zou dan genen van alle kippenrassen ter wereld met zich meedragen.
In 1998 begon Vanmechelen te werken aan wat later The Cosmopolitan Chicken Project werd, een wereldwijd kruisingsprogramma met nationale en regionale kippenrassen. Met dit project gaat hij op zoek naar een kosmopolitische kip, een metafoor voor de mondiale culturele en genetische smeltkroes. De eerste kruising tussen de Belgische "Mechelse Koekoek" en de Franse "Poulet de Bresse" vond plaats in 2000 tijdens de tentoonstelling Storm Center (curator Jan Hoet) in Watou. Het project is sindsdien uitgegroeid tot de kern van Vanmechelens werk en het vormt voor de kunstenaar een vehikel om aandacht te vragen voor wederzijds begrip en voor het overschrijden van grenzen in de brede zin van het woord. Met dit project bewandelt hij bovendien al enkele jaren de scheidingslijn tussen kunst en wetenschap. In 2008 werd de overleden geneticus Jean-Jacques Cassiman actief bij het project betrokken en later ook genetisch genealoog Maarten Larmuseau. Hij onderzoekt sindsdien het DNA van de gekruiste kippen en probeert zo te achterhalen of de kruisingen leiden tot een verhoging van de genetische diversiteit. Om dit project te ondersteunen, hebben enkele personen zich gegroepeerd in de vorm van de stichting Cosmopolitan Chicken Research Project, die bij de oprichting onder andere steun ontving van het IWT.